# ФК Левски (Стражица)
ФК „Левски“ е футболен отбор от Стражица, България.

## История
В Стражица през 1912 г. се създава гимнастическо дружество „Юнак“. Негов организатор е ветеринарният фелдшер от Севлиево Симеон Николов. През 1923 г. учениците от Стражица, организирани от Коста Ябанджиев, провеждат първата футболна среща в града, след което се появява идеята за сформироване на футболен тим. През 1972/73 г. мъжкият отбор е победител в „А“ Окръжна футболна група и се класира за Зона „Янтра“.
През 1986 г. се сформира Футболен клуб „Левски“. През сезон 2019/2020 отборът играе в „Елитна“ ОФГ.

## Ветерани
- Павел Симеонов-Кучето
- Венцислав Михайлов
- Иван Иванов
- Румен Рачев
- Мирослав Ангелов
- Иван Евтимов
- Константин Колев
- Андон Андонов
- Тихомир Тодоров
- Петър Рачев
- Румен Павлов-Пантерата
- Илиян Димитров
- Любомир Нейков
- Юлиян Йорданов
- Тодор Спиридонов
- Светлозар Димитров
- Галин Стефанов
- Тодор Тодоров
- Димитър Христов
- Пламен Нотев
- Димитър Неделчев
- Иван Нотев